# Paine Field-Lake Stickney
Paine Field-Lake Stickney é uma Região censo-designada localizada no estado norte-americano de Washington, no Condado de Snohomish.

## Demografia
Segundo o censo norte-americano de 2000, a sua população era de 24.383 habitantes.

## Geografia
De acordo com o United States Census Bureau, Paine Field-Lake Stickney tem uma área de 19,2 km², dos quais 19,1 km² são cobertos por terra e 0,1 km² são cobertos por água.

## Localidades na vizinhança
O diagrama seguinte representa as localidades num raio de 8 km ao redor de Paine Field-Lake Stickney.